# Nikolaï Maksimov (water-polo)
Pour les articles homonymes, voir Nikolaï Maksimov (aviation) et Maksimov.
Nikolaï Mikhailovitch Maksimov (né le 15 novembre 1972 à Moscou) est un joueur de water-polo russe, médaille d'argent aux Jeux olympiques de 2000. En 2012, il prend la nationalité sportive kazakhe.